# 阿夫拉米·扎韦尼亚金
阿夫拉米·帕夫洛维奇·扎韦尼亚金（1901年—1956年），苏联党和国家领导人。苏联部长会议副主席，中型机器制造部长。社会主义劳动英雄。1950年代苏联核工程的负责人之一。

## 生平
1901年生于圖拉省烏茲洛瓦亞，1917年加入俄国社会民主工党（布尔什维克），参与俄国内战。1930年毕业于莫斯科矿业学院，此后参与发展苏联冶金工业的工作。
1933年至1937年任马格尼托哥尔斯克冶金联合工厂厂长，同时任重工业第一副人民委员。1935年，领导成立诺里尔斯克冶金联合工厂。1941年3月至1946年8月，任内务人民委员部副人民委员。1945年7月升至中将军衔。1946年改组后，任内务部副部长。
1955年被任命为苏联部长会议副主席和中型机器制造部长。1956年12月31日因患心脏麻痹症逝世。